# Periplaneta stygia
Periplaneta stygia är en kackerlacksart som beskrevs av Robert Walter Campbell Shelford 1909. Periplaneta stygia ingår i släktet Periplaneta och familjen storkackerlackor. Inga underarter finns listade i Catalogue of Life.